# Amazona farinosa
Amazona farinosa là một loài chim trong họ Psittacidae.

## Hình ảnh

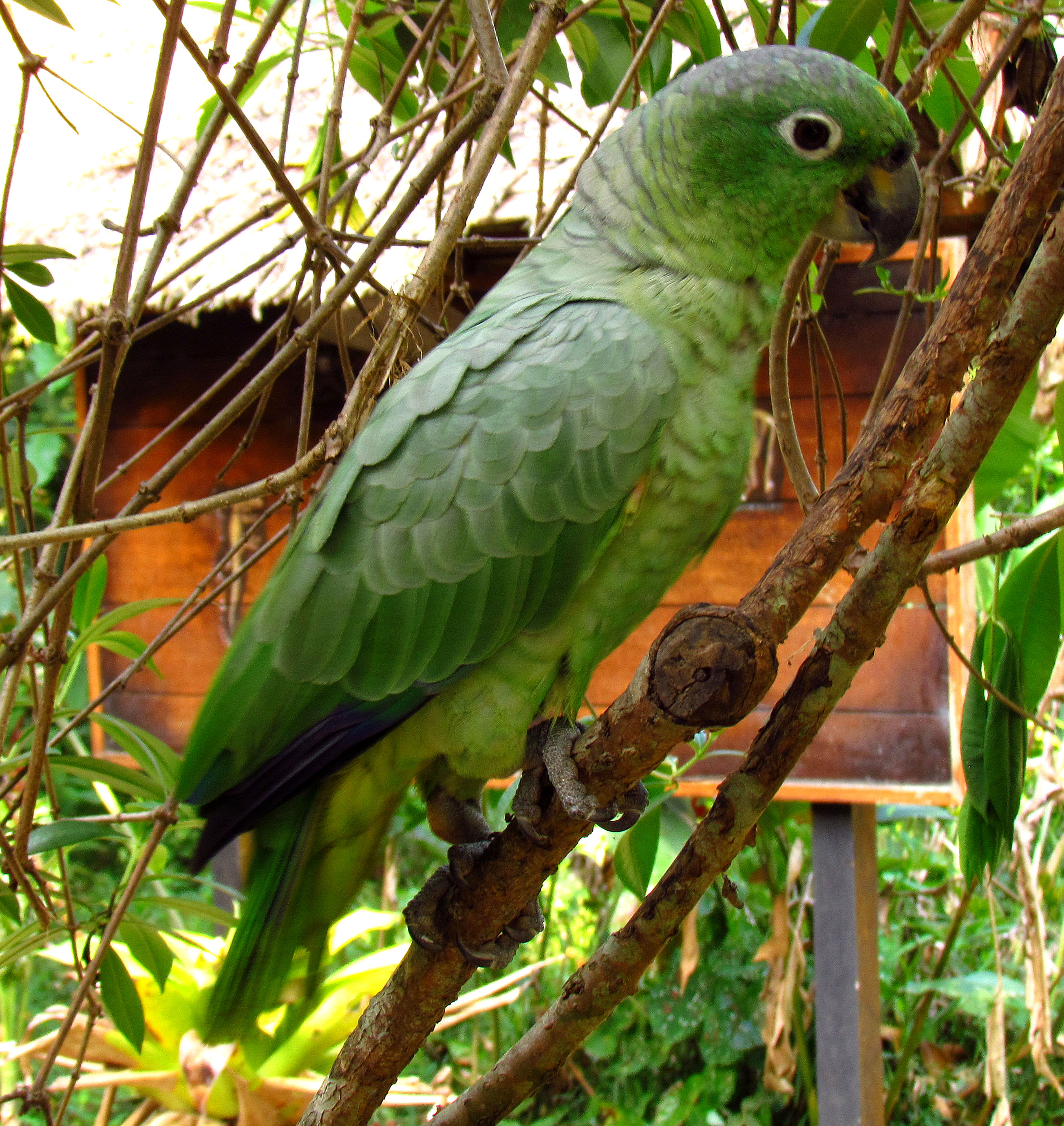
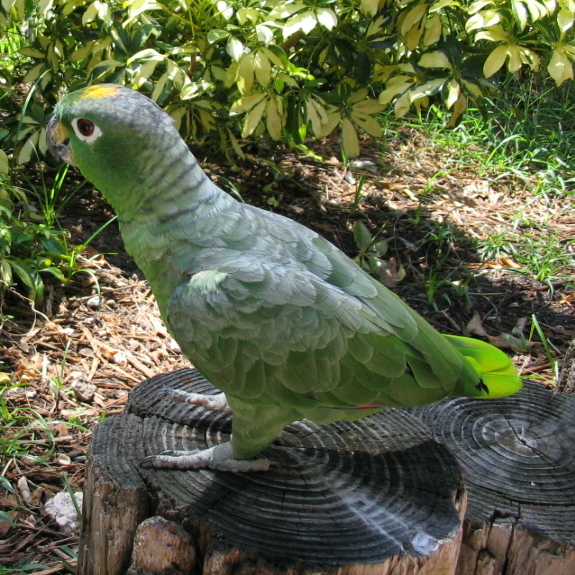
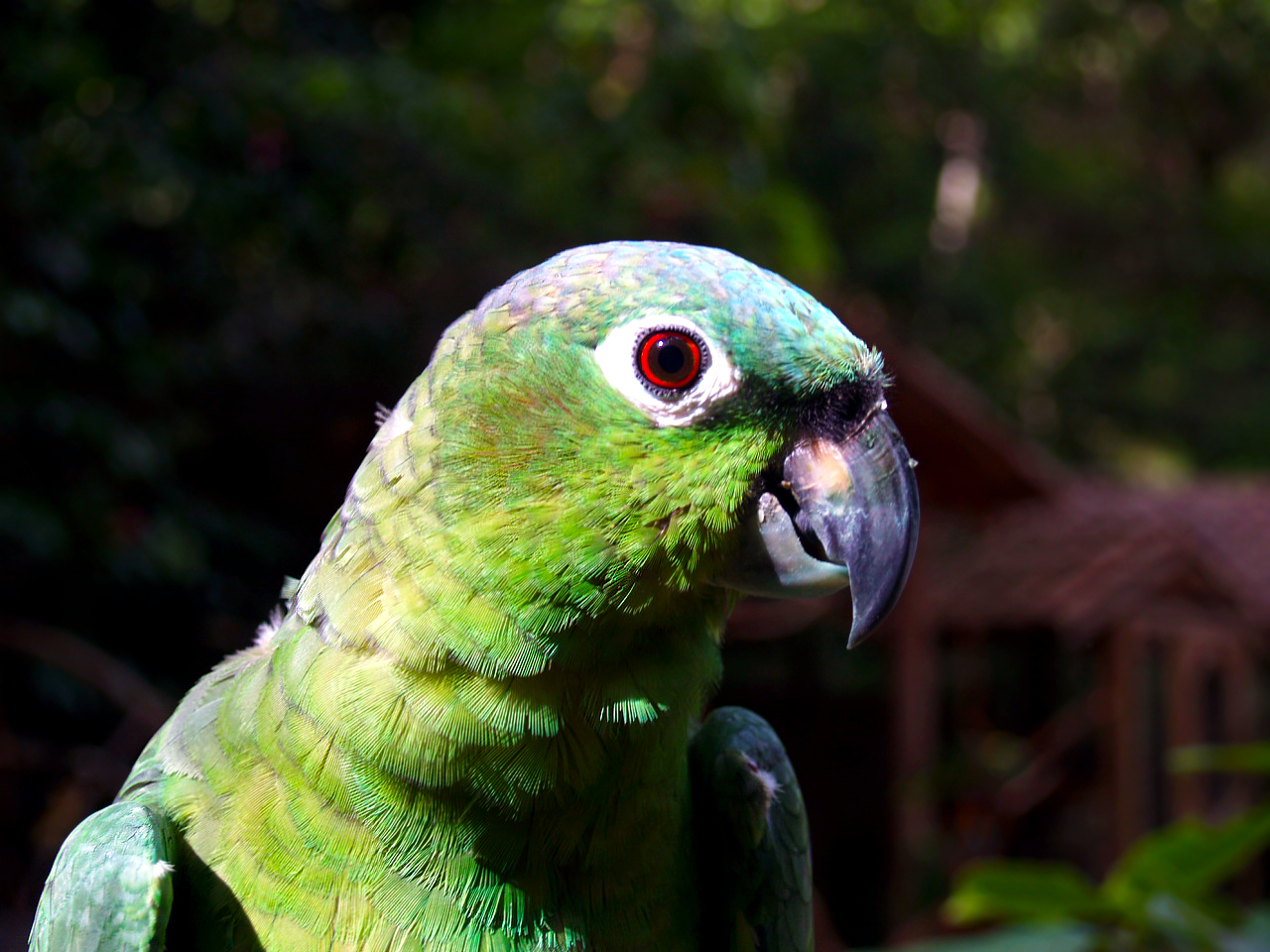
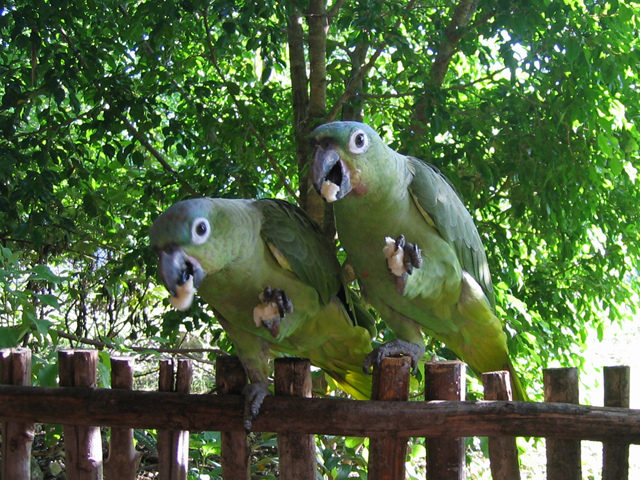
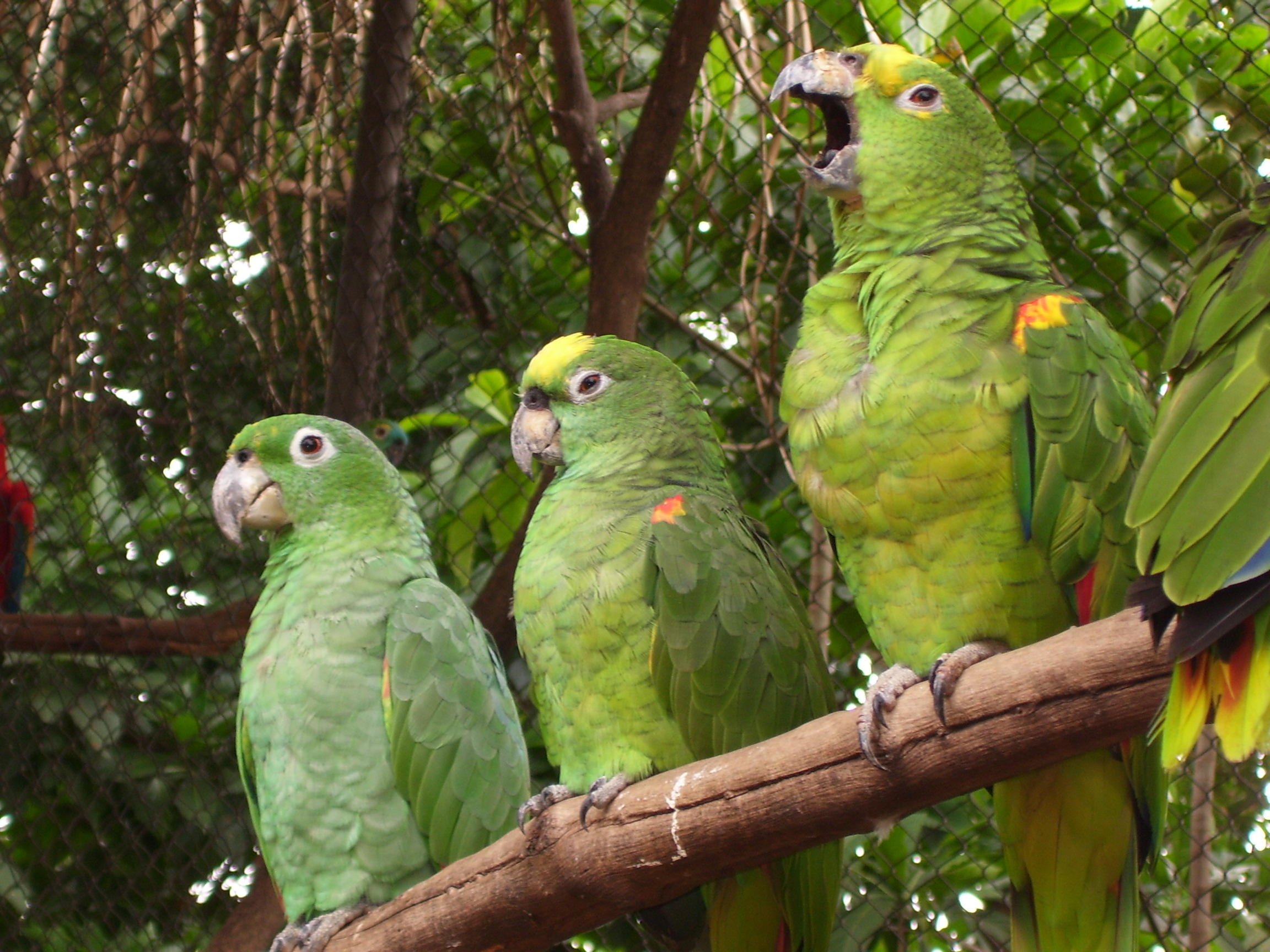
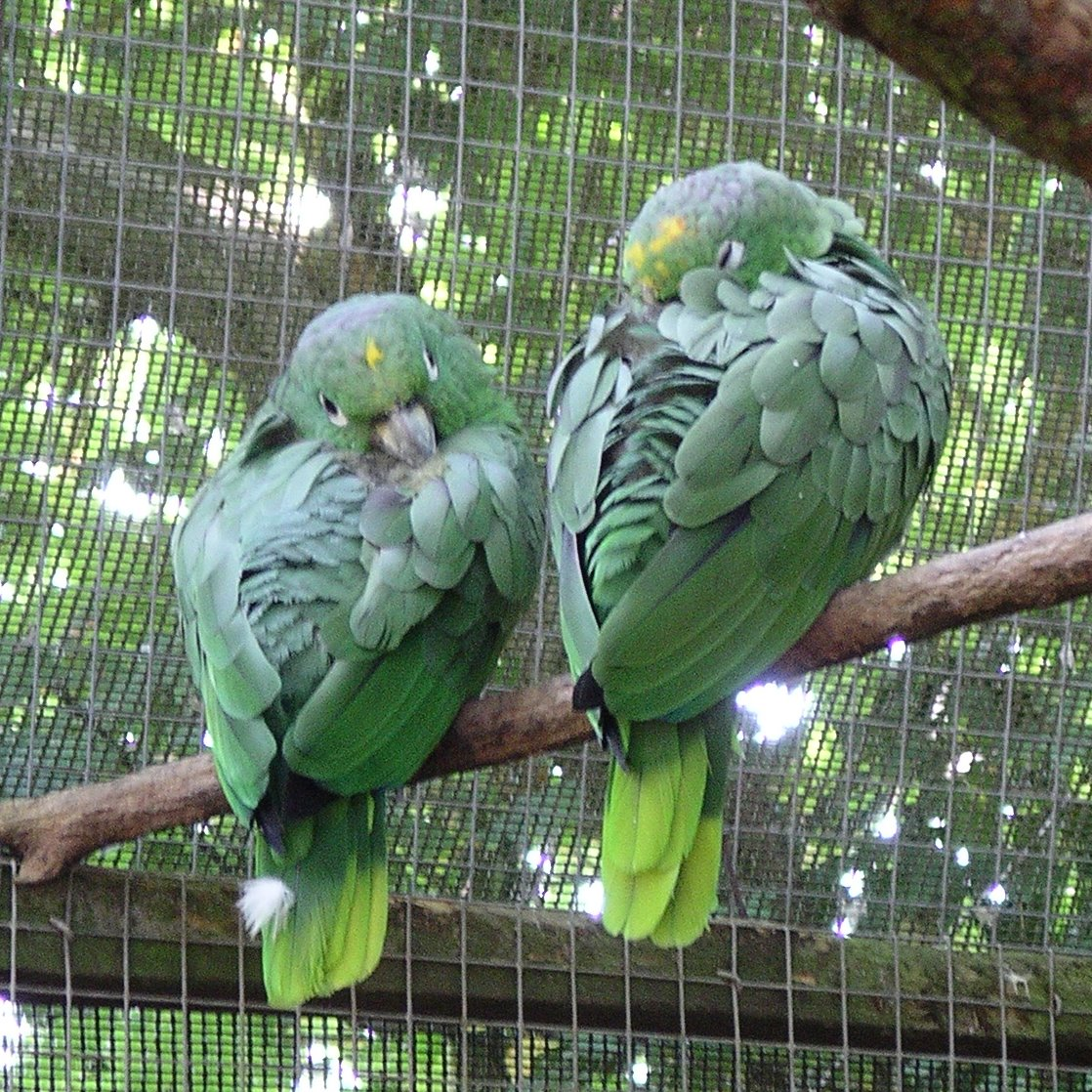